# Heterixalus variabilis
Heterixalus variabilis är en groddjursart som först beskrevs av Ahl 1930.  Heterixalus variabilis ingår i släktet Heterixalus och familjen gräsgrodor. IUCN kategoriserar arten globalt som livskraftig. Inga underarter finns listade i Catalogue of Life.